# Mikaelsgården
Mikaelsgården is een plaats in de gemeente Södertälje in het landschap Södermanland en de provincie Stockholms län in Zweden. De plaats heeft 59 inwoners (2005) en een oppervlakte van 9 hectare.